# Asymétrie d'information
 (avril 2015).
Si vous disposez d'ouvrages ou d'articles de référence ou si vous connaissez des sites web de qualité traitant du thème abordé ici, merci de compléter l'article en donnant les références utiles à sa vérifiabilité et en les liant à la section « Notes et références ».
Une asymétrie d'information est une situation où, sur un marché, les agents économiques qui contractent ou échangent ne sont pas sur un pied d'égalité en termes d'informations, l'un des deux agents détenant une information que l'autre n'a pas.
La présence d'asymétries d'information conduit à des problèmes d'anti-sélection et de risque moral. Ils sont notamment étudiés dans le cadre de la théorie des contrats et de la théorie des mécanismes d'incitation.

## Concept
On voit que l’asymétrie d’information enrichit le raisonnement économique, en montrant les difficultés d'application d'une des conditions de la théorie de la concurrence pure et parfaite. L'information est imparfaitement distribuée, certains agents étant naturellement, et de manière transitoire, mieux informés que d'autres. De plus, l'utilisation de l'information ne suit pas totalement les hypothèses de rationalité des agents (finance comportementale). Par ailleurs, l'agent peut détourner l'information à son avantage (désinformation).
L'asymétrie de l'information conduit par exemple à être réservé sur les prédictions d'experts, et à considérer que les experts devraient se contenter de présenter des scenarios plus ou moins probables et plus ou moins informés, laissant les décideurs prendre leurs responsabilités au moment des choix.
Les économistes savent que le modèle de la concurrence pure et parfaite (CPP), une approximation théorique supposant que soient réunies diverses conditions, ne reflète pas de manière satisfaisante la réalité.
Dans le modèle CPP, on fait l’hypothèse que les agents économiques sont parfaitement informés (qualité, prix, expression des besoins, etc.). Or, sur les marchés réels, l’information est imparfaite, l'un des phénomènes étant l’existence d’asymétrie d’information.
Le prix est lui-même un vecteur d’information. Dans le cadre du modèle CPP, sa principale fonction est d'informer de la rareté économique d’une ressource, compte tenu notamment de sa qualité.
La qualité est une information complexe. Et obtenir cette information est un processus qui peut être coûteux (en argent, mais aussi en temps). L’information a donc elle-même une valeur et les individus sont disposés à payer pour l’obtenir. Cependant les marchés de l’information posent un problème, car l’information n’est pas tout à fait un bien comme les autres. C’est fondamentalement un bien d’expérience, c'est-à-dire que vous ne connaissez la valeur de l’information (pour vous) qu’après l’avoir obtenue. Dès lors, se pose un dilemme. Devez-vous accepter de payer « pour voir » ? (Au risque d’être déçu par l’information obtenue). Ou n’allez-vous pas essayer d’obtenir l’information avant de payer (au risque de ne plus payer, au prétexte, réel ou imaginaire, que l’information ne vous intéresse pas) ?
Ces situations sont caractéristiques de l’existence d’une asymétrie d’information. Celle-ci peut être du côté du vendeur (celui-ci en sait plus que vous, et le problème à résoudre a été caractérisé comme un problème de sélection adverse, pour l’acheteur). Le marché des véhicules d’occasion étudié par l’économiste George Akerlof dans un article célèbre, The Market for “Lemons”, est l’exemple type.

### Les signaux
Pourquoi cela ne se produit-il pas forcément ? Parce qu’il existe des « parades ». Une parade repose par exemple sur la théorie du signal. Un prix élevé peut être un signal fort envoyé aux acheteurs. D’autres signaux peuvent être envoyés et se combiner (la garantie, les clauses contractuelles, etc.). Ce raisonnement est à la base de toute la réflexion économique sur la qualité. Dans le cas où le vendeur est une entreprise (et non un simple particulier comme dans l’exemple étudié ci-dessus par Akerlof) celle-ci va en outre construire son offre dans la durée en misant sur la réputation de ses produits.
Elle ne pourra continuer à utiliser le prix élevé comme un signal que si elle ne déçoit pas les acheteurs. C’est ainsi que les marques constituent un capital réputationnel qui guide les consommateurs dans leurs choix et agissent comme un réducteur d’incertitude (en diminuant l’asymétrie d’information). Nous sommes alors dans le cadre d’un apprentissage lié aux échanges successifs, apprentissage qui permet un affinement des anticipations sur la qualité. On passe ainsi d’une hypothèse d’anticipations rationnelles (modèle CPP) à un cadre d’anticipations adaptatives, avec possibilité d’apprentissage.
Ces phénomènes de réputation constituent des barrières à l’entrée de nouveaux compétiteurs et nuisent donc à la fluidité des marchés postulée dans le cadre du modèle CPP. C’est aussi dans ce cadre que l’on peut analyser le rôle joué par les dépenses de publicité. Comme le rappelle l’économiste Joseph E. Stiglitz citant les propos attribués à un chef d’entreprise « quand je dépense un dollar de publicité, je sais que j’en jette un demi par la fenêtre, le problème, c’est que je suis incapable de dire lequel. »
La publicité a en effet objectivement un double rôle : elle est à la fois informative et persuasive. Le rôle informatif peut être analysé dans le cadre ci-dessus comme un réducteur d’asymétrie d’information (notamment en raison du fait que pour engager des dépenses aussi élevées, c’est que l’entreprise est sûre de la qualité de ses produits). Mais elle peut aussi être analysée comme un moyen de développer des « croyances », dont le caractère purement informatif est plus discutable.

## Historique

### Akerlof et le «marché des tacots»
Akerlof publie The Market for “Lemons” en 1970, qui met en évidence une situation d'asymétrie d'information sur un marché. Le marché étudié est celui des lemons, que l'on peut traduire par « tacots », « rossignols » ou encore « citrons », c'est-à-dire les voitures présentant des vices cachés sur le marché des voitures d'occasion. Dans le « marché des tacots », les vendeurs possèdent de l'information supplémentaire par rapport aux acheteurs sur la qualité des produits, et sont incités à tromper ceux-ci en leur vendant une mauvaise voiture au prix d'une bonne voiture.
Dans une telle situation, la courbe de demande du bien a une forme atypique. Elle n’a pas la forme classique (du modèle CPP) d’une fonction décroissante du prix. Mais celle d’une courbe en C « inversé ». En effet, les personnes qui possèdent un « tacot » vont tenter de s’en débarrasser en le vendant d’occasion. Comment les acheteurs peuvent-ils faire le tri entre les vendeurs qui ont de bonnes raisons de vendre leur véhicule et ceux qui le font parce que le véhicule est devenu un « tacot » ? Devant le risque, les acheteurs sont tentés de se retirer du marché, ce qui a pour conséquence de faire baisser le prix pour toutes les voitures. Les vendeurs de véhicules de bonne qualité, jugeant le prix trop faible, renoncent alors à proposer leur véhicule, et la proportion de « tacots » augmente, ce qui rend encore plus méfiant les acheteurs, etc. À la limite, le marché des véhicules d’occasion peut disparaître. En pratique il devient « étroit » et les « tacots » y sont surreprésentés.
Donc, devant un manque d'information sur la qualité, les mauvaises voitures chassent les bonnes. Ce modèle montre ainsi une imperfection du marché qui ne maximise dès lors plus l'utilité des consommateurs (à cause de la sélection adverse), pas plus que le profit des producteurs les plus intéressants (en raison de l'effet d'éviction sur ces derniers).
Akerlof partage le prix Nobel d'économie en 2001 avec Joseph Stiglitz, pour cette étude de l'asymétrie d'information.

## Typologie

### Sélection adverse etaléa moral
Outre les problèmes de sélection adverse, l’asymétrie d’information peut être appréhendée dans des contextes où l’un des contractants peut être amené à changer de comportement. L’autre partenaire est alors dans une situation caractérisée par l’apparition d’un aléa moral. Ce cas a été particulièrement étudié dans le domaine de l’assurance. L’acheteur est ici l’assuré qui cherche à se prémunir contre un risque en souscrivant une police d’assurance. Le vendeur est ici la compagnie d’assurance qui se retrouve dans une situation où elle doit couvrir un risque dont la probabilité d’occurrence peut être mesurée ex ante par des analyses reposant sur la loi des grands nombres. Cependant, une fois la police souscrite, l’acheteur du contrat peut changer de comportement. Il peut relâcher sa vigilance. Le vendeur du contrat risque alors de voir ses coûts augmenter considérablement. Il lui faut maintenir des incitations suffisantes à ce que le comportement de l’assuré ne devienne pas opportuniste. Les mécanismes de franchises en sont un exemple. Le problème est ici que le changement de comportement intervient ex post, c'est-à-dire une fois le contrat passé. Et que les contrats peuvent difficilement prévoir toutes les possibilités (même s’ils sont écrits avec le plus de soin possible). Les contrats sont donc incomplets.
L’asymétrie d’information est ici liée à la nature opportuniste des contractants qui sont libres de changer de comportements dans la mesure où des incitations ne sont pas suffisantes à les remettre dans le « droit chemin ». Cette asymétrie d’information est notamment liée au fait que les contrats en question se déroulent dans la durée.

## Solutions

### Renforcement de l'information
Pour limiter l'asymétrie d'information (et les risques d'anti-sélection) des producteurs au détriment des consommateurs : 
- décerner des labels et certifications respectant un cahier des charges (labels publics ou indépendants)
- contrôler et réprimer les fraudes par des institutions publiques ou des campagnes d'information.
- développer le capital social entendu ici comme la qualité des relations interpersonnelles, ce qui inclut la confiance des agents économiques et l'efficience des conventions sociales (dimension sociologique).

### Conventionnalisme
Des auteurs comme André Orléan ont exploré d’autres possibilités, notamment dans le cadre de leur réflexion sur la finance de marché. Pour lui, il existe des croyances partagées (appelées également des « conventions », d’où le nom de la théorie dite théorie économique des conventions). Pour Orléan, les marchés ont une logique autoréférentielle : les intervenants sur un marché interprètent toute nouvelle information, notamment sur les prix, par exemple le prix d’un actif (action ou obligation) à l’aide du cadre cognitif dont ils disposent, et notamment vont chercher à anticiper quelle est la signification pour les autres de l’information. Ce qui intéresse les agents n’est donc pas l’information en elle-même, mais la manière dont les autres l’interprètent. Dans ce contexte, un comportement d’imitation constitue une forme dynamique de rationalité autoréférentielle comme Keynes l’avait déjà montré à travers l’exemple du concours de beauté.
Le problème est que cette rationalité autoréférentielle peut amplifier les dysfonctionnements du marché en situation d’information imparfaite à la Akerlof. Elle est ainsi à l’origine des bulles qui se forment sur certains marchés d’actif (actions, immobilier…) et qui deviennent des krach à certains moments parce que les anticipations autoréférentielles changent d’orientation à l’occasion d’une nouvelle information. Le problème est que l’information n’a pas nécessairement un rapport avec la question de la qualité au sens étudié précédemment.
Et donc que le prix n’est pas en lui-même un bon indicateur de la qualité d’un actif. Les phénomènes de mode s'expliquent par le mimétisme des comportements qui s’applique à de nombreux produits et peuvent être interprétés ainsi. Ce qui compte alors, ce n’est pas la qualité (« objective ») du produit, mais le fait de posséder ce produit parce que tout le monde le possède ou aurait envie de le posséder ; ce qui peut induire des comportements agressifs de la part de ceux qui sont tentés mais n’ont pas les moyens de se l’offrir, mais aussi des comportements de faussaires de la part d’entreprises qui vont chercher à imiter le produit jusqu’à en fabriquer des imitations illégales.